# Kalla Skrøvseth
Kalla Skrøvseth (* 9. November 1913 in Surnadal; † 24. August 1997) war eine norwegische Kunstmalerin. Sie produzierte viele Gemälde und Mosaike, die in Norwegen, aber auch im Ausland gezeigt wurden, zum Beispiel in New York und Hongkong. Den größten Teil ihres Lebens verbrachte sie aber in Surnadal. 1979 gewann sie den Fylkeskulturpris von Møre og Romsdal.
Skrøvseths ehemaliges Atelier beherbergt heute das Museum Kallastuå. Dort werden Bilder von ihr ausgestellt.